# 小行星10745
小行星10745（10745 Arnstadt）是一颗绕太阳运转的小行星，为主小行星带小行星。该小行星于1989年1月11日发现。

## 轨道参数
小行星10745的轨道半长轴为3.1646996 UA，离心率为0.021。